# Toshio Furukawa
Pour les articles homonymes, voir Furukawa.
Toshio Furukawa (古川 登志夫, Furukawa Toshio) est un seiyū, né le 16 juillet 1946, à Tochigi, au Japon, et marié à Shino Kakinuma (ja).

## Rôles notables
- Portgas D. Ace dans One Piece
- Leon McNichol dans Bubblegum Crisis
- Piccolo et le général Blue dans Dragon Ball
- Piccolo dans Dragon Ball Z
- Piccolo dans Dragon Ball Super
- Taro Soramame Dans Dr. Slump Arale-chan
- Olivier Poplin dans Héros de la galaxie
- Kim Kinnison dans Lensman (anime)
- Lupin III (Edgar) dans Edgar de la Cambriole : Le Complot du clan Fuma
- Sakamoto dans Maison Ikkoku
- General et Skunk dans Metropolis
- Kai Shiden dans Mobile Suit Gundam
- Calon dans Appleseed
- Narrator dans Power Rangers
- Asuma Shinohara dans Patlabor
- Hawk's Eye dans Sailor Moon
- Thanatos dans Saint Seiya
- Asura dans Soul Eater
- Ataru Moroboshi dans Urusei Yatsura (1981)
- Père d'Ataru dans Urusei Yatsura (2022)
- Shin dans Ken Le Survivant
- Jan Lee dans Dead Or Alive
- Inaba Kageroza dans Bleach
- Wiseman dans Kamen Rider Wizard
- Narration dans Tokuso Sentai Dekaranger
- Hantengu dans kimetsu no yaiba